# Solà de les Esplugues
El Solà de les Esplugues és una solana del terme municipal de Castell de Mur, dins de l'antic terme de Mur, al Pallars Jussà. Es troba en territori de l'antiga caseria de les Esplugues.
Està situat al vessant meridional de Purredons, al capdamunt i nord del Cinglo de les Esplugues, sota el qual hi havia aquest antic poblet. Queda a prop i a llevant del poble d'Estorm, pertanyent a Sant Esteve de la Sarga.